# 1911 a sportban
1911 legfontosabb sporteseményei a következők voltak:

## Események

### Határozott dátumú események
- március 16. – Megalakul a Vasas Sport Club.
- május 30. – Ray Harroun megnyeri az 1. Indianapolisi 500 mérföldes versenyt.
- június 11. – Megalakul a Kecskeméti TE
- július 30. – Gustave Garrigou megnyeri a Tour de France-t.

### Határozatlan dátumú események
- az év folyamán –
  - A FTC nyeri az NB1-et. Ez a klub hatodik bajnoki címe.
  - Tizedik alkalommal rendezik a magyar gyorskorcsolya bajnokságot, melynek férfi nagytávú összetett versenyét Gyurmán Dezső nyeri.[1]

## Születések
- ? – Albert Büche, svájci válogatott labdarúgócsatár († ?)
- január 7. – René Bougnol, olimpiai és világbajnok francia tőr- és párbajtőrvívó († 1956)
- január 14. – Moravetz József, magyar nemzetiségű román válogatott labdarúgó († 1990)
- január 23. – Kotormány Rudolf, magyar nemzetiségű román válogatott labdarúgó, fedezet, edző († 1983)
- február 11. – Bellák László, hétszeres világbajnok magyar asztaliteniszező († 2006)
- február 20. – André Saeys, belga válogatott labdarúgó († 1988)
- február 26. – Mien Schopman-Klaver, holland atléta, rövidtávfutó († 2018)
- március 2. – Josef Krejci, olimpiai ezüstérmes osztrák kézilabdázó († ?)
- március 20. – Arthur Knautz, olimpiai bajnok német kézilabdázó († 1943)
- március 23. – Palócz Endre, olimpiai bronzérmes, világbajnok magyar vívó († 1988)
- március 24. – Willy Van Rompaey, belga jégkorongozó és vitorlázó olimpikon († ?)
- április 11. – Szabados László, Európa-bajnok, olimpiai bronzérmes magyar úszó († 1992)
- április 19. Helmut Berthold, olimpiai bajnok német kézilabdázó, edző († 2000)
- április 22. – Joseph Lekens, belga jégkorongozó, edző, gyorskorcsolyázó, atléta, olimpikon († 1973)
- április 23.
  - Constantin Stanciu, román válogatott labdarúgó († ?)
  - Wanié András, olimpiai bronzérmes, Európa-bajnok magyar úszó, vízilabdázó, sportvezető († 1976)
- május 3. – Edy Schmid, olimpiai bronzérmes svájci kézilabdázó († 2000)
- május 14. – Palotás József, olimpiai bronzérmes magyar birkózó († 1957)
- május 24. – Michel Pécheux, olimpiai és világbajnok francia tőr- és párbajtőrvívó († 1985)
- június 9. – Leopold Kielholz, svájci válogatott labdarúgó, edző († 1980)
- június 11. – Jiří Sobotka, világbajnoki ezüstérmes csehdzlovák válogatott labdarúgó, csatár, edző († 1994)
- június 22. – Rudi Ball, Európa-bajnok, világbajnoki ezüstérmes, olimpiai bronzérmes német jégkorongozó († 1975)
- június 24. – Juan Manuel Fangio, argentin autóversenyző, világbajnok Formula–1-es pilóta († 1995)
- június 27. – Georg Dascher, olimpiai bajnok német kézilabdázó († 1944)
- július 5. – Phil LaBatte, olimpiai bronzérmes amerikai jégkorongozó († 2002)
- július 12. – Reg Parnell, brit autóversenyző († 1964)
- július 24. – Ludwig Schuberth, olimpiai ezüstérmes osztrák kézilabdázó († 1989)
- július 30. – Beke Zoltán, magyar nemzetiségű román válogatott labdarúgó, csatár († 1994)
- augusztus 2. – Alfred Jäck, svájci válogatott labdarúgó († 1953)
- augusztus 17. – Mihail Moiszejevics Botvinnik szovjet sakknagymester, sakkvilágbajnok, hatszoros sakkolimpiai bajnok († 1995)
- augusztus 21. – Barcza Gedeon, nemzetközi nagymester, sakkolimpiai bajnok, nyolcszoros magyar bajnok, mesteredző († 1986)
- augusztus 24. – Barna Viktor, huszonkétszeres világbajnok magyar asztaliteniszező († 1972)
- augusztus 28. – Lángos Józsa, magyar sakkozó, női nemzetközi mester, kilencszeres magyar bajnok († 1987)
- augusztus 29. – Joseph Bossi, svájci válogatott labdarúgócsatár († ?)
- szeptember 18. – Helmut Braselmann, olimpiai és világbajnok bajnok német kézilabdázó († 1993)
- október 2. – Albert Duncanson, olimpiai bajnok kanadai jégkorongozó († 2000)
- október 14. – Ferencz Károly, olimpiai bronzérmes magyar birkózó († 1984)
- október 28. – Lőrincz Márton, olimpiai bajnok magyar birkózó († 1969)
- november 10. – Anton Perwein, olimpiai ezüstérmes osztrák kézilabdázó († 1981)
- december 1. – Walter Alston, World Series bajnok amerikai baseballjátékos, menedzser, National Baseball Hall of Fame and Museum tag († 1984)
- december 19. – Juhász Gusztáv, magyar származású román válogatott labdarúgó, fedezet († 2003)
- december 29. – Kovács Miklós, magyar válogatott labdarúgó, csatár († 1977)

## Halálozások
| Halálozás    | Név                | Nemzetiség, sportág, eredmények                    | Születés |
| ------------ | ------------------ | -------------------------------------------------- | -------- |
| április 25.  | Jack Rowe          | Amerikai baseballjátékos                           | 1856     |
| június 6.    | Charley Jones      | Amerikai baseballjátékos                           | 1852     |
| július 3.    | Carl Folcker       | Olimpiai bajnok svéd tornász                       | 1889     |
| július 20.   | Lewis Strang       | Amerikai autóversenyző                             | 1884     |
| augusztus 5. | Bob Caruthers      | Amerikai baseballjátékos                           | 1864     |
| november 8.  | Oscar Bielaski     | Amerikai baseballjátékos                           | 1847     |
| november 16. | Lawrence Feuerbach | Amerikai kötélhúzó és olimpiai bronzérmes súlylökő | 1879     |